# Goatlord
Goatlord — шестой альбом норвежской группы Darkthrone, вышедший в 1996 году на лейбле Moonfog Productions. В 2011 году был переиздан лейблом Peaceville Records с новым оформлением.

## Об альбоме
Goatlord был написан в 1990 году как продолжение дебютного альбома Darkthrone, Soulside Journey, и был записан в конце 1990 — начале 1991 года как инструментальная репетиционная запись. Альбом был забракован, когда группа сменила стиль с дэт-метала на блэк-метал. Большая часть текстов для Goatlord была написана осенью 1990 года, кроме двух последних песен, лирика для которых была дописана в 1994 году. Вокал был записан в 1994 году Фенризом. Женский вокал также был записан им, частично с использованием питч-шифтера. Сатир из группы Satyricon записал вокал для песен «Rex» и «Sadomasochistic Rites».
Оригинальная инструментальная репетиционная запись 1991 года, представленная Фенризом, была пересведена и отмастерена Патриком Энгелем в студии Temple of Disharmony. Под названием Goatlord: Original она вышла в феврале 2023 года на лейбле Peaceville Records. Новое оформление для альбома нарисовал Збигнев Беляк. На этом переиздании альбома были представлены альтернативные названия песен с предыдущих релизов, а также инструментальная версия трека «A Blaze in the Northern Sky». В интервью журналу Voices from the Darkness Фенриз сказал: «Мы должны были выпустить её без вокала, это было бы лучше. Это должна быть просто репетиционная запись». По словам рецензента laut.de Яна Теммингхоффа, Goatlord: Original — это «свидетельство времени, имеющее музейную ценность».

## Список композиций
| №                   | Название                                  | Длительность |
| ------------------- | ----------------------------------------- | ------------ |
| 1.                  | «Rex»                                     | 3:48         |
| 2.                  | «Pure Demoniac Blessing»                  | 2:35         |
| 3.                  | «(The) Grimness of Which Shepherds Mourn» | 4:23         |
| 4.                  | «Sadomasochistic Rites»                   | 4:04         |
| 5.                  | «As Desertshadows»                        | 4:42         |
| 6.                  | «In His Lovely Kingdom»                   | 3:24         |
| 7.                  | «Black Daimon»                            | 3:50         |
| 8.                  | «Toward(s) the Thornfields»               | 3:37         |
| 9.                  | «(Birth of Evil) Virgin Sin»              | 3:25         |
| 10.                 | «Green Cave Float»                        | 4:02         |
| Общая длительность: | Общая длительность:                       | 37:50        |

## Участники записи
- Fenriz — ударные, вокал
- Nocturno Culto — ведущая гитара
- Zephyrous — ритм-гитара
- Dag Nilsen — бас
- Satyr — бэк-вокал